# Edmund Reitter
Edmund Reitter (Müglitz, 22 oktober 1845 - Paskov, 15 maart 1920) was een Oostenrijks entomoloog, schrijver en verzamelaar.
Edmund Reitter werd geboren in Müglitz en begon al op jonge leeftijd vlinders en later kevers te verzamelen. Hij is vooral bekend geworden als een expert op het gebied van de coleoptera (kevers) van het palearctisch gebied. Hij verkende op zijn reizen veelal het Oostenrijks-Hongaarse Rijk en de Karpaten en was dan vaak in het gezelschap van diverse andere bekende  natuuronderzoekers. Om deze reizen te bekostigen begon hij met het verkopen van de verzamelde insecten. Dit markeerde het begin van een succesvolle insectenhandel vanuit een kleine entomologische boekwinkel. Dit stelde hem financieel in staat meer tijd aan de entomologie te besteden.
Hij was een keizerlijk adviseur en redacteur van de Wiener Entomologische Zeitung. Hij was door heel Europa lid van diverse gezelschappen, zo was hij lid en erelid van het Deutsche Gesellschaft für Allgemeine und Angewandte Entomologie in Berlijn,  de Verein für Schlesische Insektenkunde in Breslau, het Museum Francisco-Carolinum in Linz, de Verein für Naturkunde in Oostenrijk, de Société entomologique de Russie in Sint-Petersburg, de Société royale entomologique d'Egypte en de Nederlandse Entomologische Vereniging in Rotterdam. daarnaast was hij corresponderend lid van de Naturwissenschaftlicher Verein in Troppau, de Societas pro Fauna et Flora Fennica in Helsinki en de Real Sociedad Española de Historia Natural in Madrid.

## Taxa
Hij beschreef enkele honderden nieuwe kevers voor het eerst, voornamelijk in de groepen : loopkevers (Carabidae), kniptorren (Elateridae), 
oliekevers (Meloidae) en boktorren (Cerambycidae) maar ook andere keverfamilies.
Er zijn een groot aantal dieren naar hem genoemd, een aantal daarvan is bijvoorbeeld: 
- Byrrhinus reitteri (Pic, 1923) (keversoort)
- Dactylispa reitteri Spaeth, 1933 (keversoort)
- Hylomyrma reitteri (Mayr, 1887) (mierensoort)

Zijn kevercollectie wordt bewaard in het Hongaars natuurhistorisch museum (Magyar Természettudományi Múzeum) in Boedapest. Het bevat meer dan 30.000 soorten en 5000 types van soorten, ondersoorten en variëteiten.

## Werken
- Fauna Germanica - Die Käfer des Deutschen Reiches, Stuttgart (1908 - 1917), 5 delen (online: 1,2,3,4,5)

Hij zag het als zijn taak, alle inheemse keverfamilies te catalogiseren en uiteindelijk te publiceren in Catalogus Coleopterorum Europae, Kaukasi et Armeniae Rossicae dat hij in eigen beheer uitgaf samen met von Heyden en Weise.  
- Gemeinsame Normdatei: 117522244
- International Standard Name Identifier: 0000 0001 1737 818X
- Library of Congress Control Number: no2003041471
- Nationale Bibliotheek van Tsjechië: jcu2011661121
- Nationale Bibliotheek van Israël: 987007285129305171
- Nederlandse Thesaurus van Auteursnamen: 143629093
- Istituto Centrale per il Catalogo Unico: UM1V006050
- Système universitaire de documentation: 137933541
- Virtual International Authority File: 3250739
- WorldCat: E39PBJmDrMGgTxBkmxMQfK8t8C